# Будинок Чорноярова (Новочеркаськ)
Будинок Чорноярова (рос. Дом Черноярова) — об'єкт культурної спадщини регіонального значення та пам'ятник архітектури, який розташований по вулиці Московській, 37 у місті Новочеркаську Ростовської області (Росія).

## Історія
Один з небагатьох збережених дерев'яних будинків — пам'яток архітектури в місті Новочеркаську, був побудований в середині XIX століття. Будинок спочатку належав чиновнику Т. Ф. Чорноярову. У 1880-х роках у цьому будинку містилась підпільна друкарня народовольців. Серед її членів був і син власника будинку Чорноярова. Очолював організацію Е. І. Петровський, який раніше навчався в харківському інституті. Народники в Новочеркаську підтримували контакти з Миколою Івановичем Кибальчичем і Софією Львівною Перовської, які відвідували цей будинок. На фасаді будинку встановлена дошка, що свідчить про їх відвідування цього будинку. З 1992 року будинок визнаний пам'ятником архітектури і об'єктом культурної спадщини, що охороняється законом. В наш час в будівлі працює варенична «Близькі люди».

## Опис
Фасад будинку декорований кутовими пілястрами, в оздобленні вікон присутні лиштви. Будівля одноповерхова, обшита деревом. Високий цокольний кам'яний поверх. Дах чотирисхилий, покритий шифером. Вікна вузькі прямокутної форми.